# Ілебари
Ілеба́ри (рос. Илебары, чув. Илепер) — присілок у складі Козловського району Чувашії, Росія. Адміністративний центр Карачевського сільського поселення.
Населення — 226 осіб (2010; 232 у 2002).
Національний склад:
- чуваші — 94 %